# Henry John Stephen Smith
Pour les articles homonymes, voir Smith et Henry Smith.
Henry John Stephen Smith (1826-1883) est un mathématicien britannique connu pour ses travaux sur la divisibilité, les formes quadratiques et la formule des masses de Smith-Minkowski-Siegel (en) en théorie des nombres. En théorie des matrices, la forme normale de Smith porte son nom.

## Éducation
Smith, né à Dublin, était le quatrième enfant d'un barrister, qui mourut lorsque Henry avait deux ans. Peu après, sa mère fit déménager la famille en Angleterre. Henry ne fut pas scolarisé mais fut éduqué par elle jusqu'à 11 ans, puis par des instructeurs privés. À 15 ans, il fut admis au collège de Rugby (dont Thomas Arnold était le directeur), grâce au fait que son professeur Henry Highton (en) y avait été nommé responsable d'internat,.
Malgré des problèmes de santé et des interruptions de scolarité, il mit à profit des voyages en Italie et en France pour étudier. À 19 ans, il réussit le concours des bourses d'entrée au Balliol College d'Oxford. Il y fut diplômé en 1849 avec félicitations, à la fois en mathématiques et en lettres.

## Carrière académique
Smith resta au Balliol College comme instructeur en mathématiques et fut rapidement promu Fellow. En 1861, il obtint la chaire savilienne de géométrie d'Oxford. En 1873, il devint Fellow au Corpus Christi et cessa d'enseigner au Balliol.
Compte tenu de ses capacités en affaires, Smith accepta beaucoup de charges administratives : il fut conservateur du musée de l'université d'Oxford, examinateur en mathématiques pour l'université de Londres, membre d'une commission royale d'évaluation de la pratique éducative scientifique, membre de la commission de réforme de la gouvernance de l'université d'Oxford, président du comité des scientifiques veillant sur le Meteorological Office, président de la London Mathematical Society (de 1874 à 1876), etc.

## Publications en théorie des nombres
En recherche mathématique, les deux premiers articles de Smith portaient sur des sujets de géométrie mais dès le troisième, il aborda la théorie des nombres. Il l'écrivit en latin, comme Gauss, dont il était un fervent admirateur. Il y donnait une démonstration originale du théorème des deux carrés de Fermat, à l'aide des fractions continues. Son article suivant est une introduction à la théorie des nombres.
En 1858, Smith fut choisi par la British Association pour écrire un rapport sur la théorie des nombres. Il le rédigea en cinq parties, de 1859 à 1865, avec un contenu à la fois historique et technique. Il y ordonnait et analysait avec une clarté remarquable les travaux des mathématiciens du siècle précédent, sur les congruences et les formes quadratiques, indiquant les principes et le plan des démonstrations et formulant les résultats, avec souvent des apports personnels.
Pendant la préparation de ce rapport et comme conséquence naturelle de ses recherches liées, Smith publia plusieurs contributions novatrices à l'arithmétique : certaines, abouties, aux Philosophical Transactions de la Royal Society et d'autres, moins complètes, aux Proceedings de cette société. Dans l'une de ces dernières, il énonçait des principes généraux lui permettant de résoudre le problème, posé par Eisenstein, de la décomposition d'un entier naturel en somme de cinq carrés, et le problème analogue pour sept carrés. Il faisait remarquer que les théorèmes de Jacobi, Eisenstein et Liouville pour quatre, six et huit carrés se déduisaient aussi de ses principes.
En 1868, retourné à ses premières recherches géométriques, il reçut le prix Steiner de l'Académie royale des sciences de Berlin pour un mémoire, Certain cubic and biquadratic problems.
En février 1882, Smith eut la surprise de lire dans les Comptes rendus que le sujet proposé par l'Académie des sciences pour le Grand prix des sciences mathématiques était la théorie de la décomposition d'un entier en somme de cinq carrés, en lien avec des résultats annoncés sans démonstration par Eisenstein mais sans aucune mention de ses propres articles sur ce sujet. Il écrivit à Hermite pour signaler ses travaux, dont l'Académie ignorait l'existence. Pour ne pas la ridiculiser, il accepta de ne pas ébruiter l'affaire et de soumettre, comme les autres candidats, un mémoire anonymé. Il lui restait trois mois (avant le 1er juin 1882) pour rédiger le détail de ses démonstrations. Deux mois après sa mort, l'Académie attribua le prix à deux des trois mémoires reçus : celui de Smith et celui de Minkowski, un jeune étudiant de Königsberg.

## Publications
(en) J. W. L. Glaisher (ed.), The Collected Mathematical Papers of Henry John Stephen Smith, New York, AMS Chelsea Publishing, 1965 (1re éd. 1894, OUP) (ISBN 978-0-8284-0187-6, présentation en ligne) vol. 1, vol. 2